# Mistrovství světa ve fotbale 1982 (soupisky)
Soupisky na Mistrovství světa ve fotbale 1982, které se hrálo ve Španělsku:
| Zlato             | Stříbro        | Bronz             |
| ----------------- | -------------- | ----------------- |
| Itálie • Soupiska | SRN • Soupiska | Polsko • Soupiska |

## Skupina 1

### Kamerun
Hlavní trenér:  Jean Vincent

| Jméno               | Datum narození    | Datum úmrtí                         | Klub                   |
| Brankáři            | Brankáři          | Brankáři                            | Brankáři               |
| ------------------- | ----------------- | ----------------------------------- | ---------------------- |
| Thomas N’Kono –     | 20. července 1956 |                                     | Canon Yaoundé          |
| Joseph-Antoine Bell | 8. října 1954     |                                     | Africa Sports National |
| Simon Tchobang      | 31. srpna 1951    | 7. září 2007 (ve věku 56 let)       | Dynamo Douala          |
| Obránci             |                   |                                     |                        |
| Michel Kaham        | 1. června 1952    |                                     | Stade Quimperois       |
| Edmond Enoka        | 17. prosince 1955 |                                     | Dragon Douala          |
| René N'Djeya        | 9. října 1953     |                                     | Union Douala           |
| Elie Onana          | 13. října 1958    | 2. dubna 2018 (ve věku 59 let)      | Federal Foumban        |
| François N'Doumbé   | 30. ledna 1954    |                                     | Union Douala           |
| Ibrahim Aoudou      | 23. srpna 1955    |                                     | AS Cannes              |
| Záložníci           |                   |                                     |                        |
| Emmanuel Kundé      | 15. července 1956 | 16. května 2025 (ve věku 68 let)    | Canon Yaoundé          |
| Ephrem M'Bom        | 19. října 1954    | 19. září 2020 (ve věku 64 let)      | Canon Yaoundé          |
| Grégoire M'Bida     | 27. ledna 1952    |                                     | Canon Yaoundé          |
| Charles Toubé       | 22. ledna 1958    | 4. srpna 2016 (ve věku 58 let)      | Tonnerre Yaoundé       |
| Théophile Abega     | 9. července 1954  | 15. listopadu 2012 (ve věku 58 let) | Canon Yaoundé          |
| Joseph Kamga        | 25. července 1957 |                                     | Union Douala           |
| Joseph Enanga       | 28. srpna 1958    |                                     | Union Douala           |
| Útočníci            |                   |                                     |                        |
| Roger Milla         | 20. května 1952   |                                     | SC Bastia              |
| Jean-Pierre Tokoto  | 26. ledna 1948    |                                     | Philadelphia Fever     |
| Paul Bahoken        | 7. července 1955  |                                     | AS Cannes              |
| Jacques N'Guea      | 8. listopadu 1955 | 31. května 2022 (ve věku 66 let)    | Canon Yaoundé          |
| Oscar Eyobo         | 17. října 1961    |                                     | Dynamo Douala          |
| Ernest Ebongué      | 15. května 1962   |                                     | Tonnerre Yaoundé       |

### Itálie
Hlavní trenér: Enzo Bearzot

| Jméno                | Datum narození     | Datum úmrtí                       | Klub            |
| Brankáři             | Brankáři           | Brankáři                          | Brankáři        |
| -------------------- | ------------------ | --------------------------------- | --------------- |
| Dino Zoff –          | 28. února 1942     |                                   | Juventus FC     |
| Ivano Bordon         | 13. dubna 1951     |                                   | Inter Milán     |
| Giovanni Galli       | 29. dubna 1958     |                                   | ACF Fiorentina  |
| Obránci              |                    |                                   |                 |
| Franco Baresi        | 8. května 1960     |                                   | AC Milán        |
| Giuseppe Bergomi     | 22. prosince 1963  |                                   | Inter Milán     |
| Antonio Cabrini      | 8. října 1957      |                                   | Juventus FC     |
| Fulvio Collovati     | 9. května 1957     |                                   | AC Milán        |
| Claudio Gentile      | 27. září 1953      |                                   | Juventus FC     |
| Gaetano Scirea       | 25. května 1953    | 3. září 1989 (ve věku 36 let)     | Juventus FC     |
| Pietro Vierchowod    | 6. dubna 1959      |                                   | ACF Fiorentina  |
| Záložníci            |                    |                                   |                 |
| Giancarlo Antognoni  | 1. dubna 1954      |                                   | ACF Fiorentina  |
| Giuseppe Dossena     | 2. května 1958     |                                   | Turín FC        |
| Gianpiero Marini     | 25. února 1951     |                                   | Inter Milán     |
| Gabriele Oriali      | 25. listopadu 1952 |                                   | Inter Milán     |
| Marco Tardelli       | 24. září 1954      |                                   | Juventus FC     |
| Franco Causio        | 1. února 1949      |                                   | Udinese Calcio  |
| Bruno Conti          | 13. března 1955    |                                   | AS Řím          |
| Útočníci             |                    |                                   |                 |
| Daniele Massaro      | 23. května 1961    |                                   | ACF Fiorentina  |
| Alessandro Altobelli | 28. listopadu 1955 |                                   | Inter Milán     |
| Francesco Graziani   | 16. prosince 1952  |                                   | ACF Fiorentina  |
| Paolo Rossi          | 23. září 1956      | 9. prosince 2020 (ve věku 64 let) | Juventus FC     |
| Franco Selvaggi      | 15. května 1953    |                                   | Cagliari Calcio |

### Peru
Hlavní trenér:  Tim

| Jméno                | Datum narození     | Datum úmrtí                       | Klub                     |
| Brankáři             | Brankáři           | Brankáři                          | Brankáři                 |
| -------------------- | ------------------ | --------------------------------- | ------------------------ |
| Eusebio Acasuzo      | 8. dubna 1952      |                                   | Universitario            |
| José González Ganoza | 10. července 1954  | 8. prosince 1987 (ve věku 33 let) | Alianza Lima             |
| Ramón Quiroga        | 23. července 1950  |                                   | Club Sporting Cristal    |
| Obránci              |                    |                                   |                          |
| Jaime Duarte         | 27. února 1955     |                                   | Alianza Lima             |
| Salvador Salguero    | 10. srpna 1951     |                                   | Alianza Lima             |
| Hugo Gastulo         | 28. března 1957    |                                   | Universitario            |
| Rubén Toribio Díaz – | 17. dubna 1952     |                                   | Club Sporting Cristal    |
| Jorge Olaechea       | 27. srpna 1956     |                                   | Alianza Lima             |
| Franco Navarro       | 10. listopadu 1961 |                                   | Deportivo Municipal      |
| Záložníci            |                    |                                   |                          |
| Germán Leguía        | 2. ledna 1954      |                                   | Universitario            |
| José Velásquez       | 4. června 1952     |                                   | Independiente Medellín   |
| César Cueto          | 16. června 1952    |                                   | Atlético Nacional        |
| Julio César Uribe    | 9. května 1958     |                                   | Club Sporting Cristal    |
| Óscar Arizaga        | 20. srpna 1957     | 26. června 2023 (ve věku 65 let)  | Atlético Chalaco         |
| Miguel Gutiérrez     | 19. listopadu 1956 |                                   | Club Sporting Cristal    |
| Eduardo Malásquez    | 13. října 1957     |                                   | Deportivo Municipal      |
| Luis Reyna           | 16. května 1959    |                                   | Club Sporting Cristal    |
| Útočníci             |                    |                                   |                          |
| Gerónimo Barbadillo  | 29. září 1954      |                                   | Tigres UANL              |
| Teófilo Cubillas     | 8. března 1949     |                                   | Fort Lauderdale Strikers |
| Juan Carlos Oblitas  | 16. února 1951     |                                   | RFC Seraing              |
| Guillermo La Rosa    | 6. června 1952     |                                   | Atlético Nacional        |
| Percy Rojas          | 16. září 1949      |                                   | RFC Seraing              |

### Polsko
Hlavní trenér: Antoni Piechniczek

| Jméno                | Datum narození     | Datum úmrtí                        | Klub           |
| Brankáři             | Brankáři           | Brankáři                           | Brankáři       |
| -------------------- | ------------------ | ---------------------------------- | -------------- |
| Józef Młynarczyk     | 20. září 1953      |                                    | Widzew Łódź    |
| Jacek Kazimierski    | 17. srpna 1959     |                                    | Legia Warszawa |
| Piotr Mowlik         | 21. dubna 1951     |                                    | Lech Poznań    |
| Obránci              |                    |                                    |                |
| Marek Dziuba         | 19. prosince 1955  |                                    | ŁKS Łódź       |
| Tadeusz Dolny        | 7. května 1958     |                                    | Górnik Zabrze  |
| Paweł Janas          | 4. března 1953     |                                    | Legia Warszawa |
| Piotr Skrobowski     | 16. října 1961     |                                    | Wisla Krakov   |
| Jan Jałocha          | 18. července 1957  |                                    | Wisla Krakov   |
| Władysław Żmuda –    | 6. června 1954     |                                    | Widzew Łódź    |
| Stefan Majewski      | 31. ledna 1956     |                                    | Legia Warszawa |
| Roman Wójcicki       | 8. ledna 1958      |                                    | Śląsk Wrocław  |
| Záložníci            |                    |                                    |                |
| Janusz Kupcewicz     | 9. prosince 1955   | 4. července 2022 (ve věku 66 let)  | Arka Gdynia    |
| Andrzej Buncol       | 21. září 1959      |                                    | Legia Warszawa |
| Andrzej Pałasz       | 22. července 1960  |                                    | Górnik Zabrze  |
| Włodzimierz Ciołek   | 24. března 1956    |                                    | Stal Mielec    |
| Waldemar Matysik     | 27. září 1961      |                                    | Górnik Zabrze  |
| Marek Kusto          | 29. dubna 1954     |                                    | Legia Warszawa |
| Andrzej Iwan         | 10. listopadu 1959 | 27. prosince 2022 (ve věku 63 let) | Wisla Krakov   |
| Zbigniew Boniek      | 3. března 1956     |                                    | Widzew Łódź    |
| Útočníci             |                    |                                    |                |
| Włodzimierz Smolarek | 16. července 1957  | 7. března 2012 (ve věku 54 let)    | Widzew Łódź    |
| Grzegorz Lato        | 8. dubna 1950      |                                    | KSC Lokeren    |
| Andrzej Szarmach     | 3. října 1950      |                                    | AJ Auxerre     |

## Skupina 2

### Alžírsko
Hlavní trenér: Mahieddine Khalef a Rachid Mekhloufi

| Jméno                | Datum narození     | Datum úmrtí                     | Klub                     |
| Brankáři             | Brankáři           | Brankáři                        | Brankáři                 |
| -------------------- | ------------------ | ------------------------------- | ------------------------ |
| Mehdi Cerbah         | 3. dubna 1953      | 29. října 2021 (ve věku 68 let) | RS Kouba                 |
| Mourad Amara         | 19. února 1959     |                                 | JS Kabylie               |
| Yacine Bentalaa      | 24. září 1955      |                                 | Hussein Dey              |
| Obránci              |                    |                                 |                          |
| Mahmoud Guendouz     | 24. února 1953     |                                 | Hussein Dey              |
| Mustafa Kouici       | 16. dubna 1954     |                                 | Hussein Dey              |
| Nourredine Kourichi  | 12. dubna 1954     |                                 | FC Girondins de Bordeaux |
| Chaabane Merzekane   | 8. března 1959     |                                 | Hussein Dey              |
| Salah Larbès         | 16. září 1952      | 26. února 2024 (ve věku 71 let) | JS Kabylie               |
| Faouzi Mansouri      | 17. ledna 1956     |                                 | Montpellier HSC          |
| Abdelkader Horr      | 10. listopadu 1953 |                                 | DNC Alger                |
| Záložníci            |                    |                                 |                          |
| Ali Bencheikh        | 9. ledna 1955      |                                 | MC Alger                 |
| Ali Fergani –        | 21. září 1952      |                                 | JS Kabylie               |
| Lachdar Belloumi     | 29. prosince 1958  |                                 | GC Mascara               |
| Hocine Yahi          | 25. dubna 1960     |                                 | CM Belcourt              |
| Djamel Zidane        | 28. dubna 1955     |                                 | KV Kortrijk              |
| Mustapha Dahleb      | 8. února 1952      |                                 | Paris Saint-Germain FC   |
| Karim Maroc          | 5. března 1958     |                                 | Tours FC                 |
| Djamel Tlemçani      | 16. dubna 1955     |                                 | Stade Reims              |
| Útočníci             |                    |                                 |                          |
| Salah Assad          | 13. března 1958    |                                 | RS Kouba                 |
| Tedj Bensaoula       | 1. prosince 1954   |                                 | MC Oran                  |
| Rabah Madžer         | 15. prosince 1958  |                                 | Hussein Dey              |
| Abdelmajid Bourebbou | 16. března 1951    |                                 | Stade Lavallois          |

### Rakousko
Hlavní trenér: Felix Latzke a Georg Schmidt

| Jméno                | Datum narození     | Datum úmrtí                        | Klub                    |
| Brankáři             | Brankáři           | Brankáři                           | Brankáři                |
| -------------------- | ------------------ | ---------------------------------- | ----------------------- |
| Friedrich Koncilia   | 25. února 1948     |                                    | Austria Vídeň           |
| Herbert Feurer       | 14. ledna 1954     |                                    | Rapid Vídeň             |
| Klaus Lindenberger   | 28. května 1957    |                                    | Linzer ASK              |
| Obránci              |                    |                                    |                         |
| Bernd Krauss         | 8. května 1957     |                                    | Rapid Vídeň             |
| Erich Obermayer –    | 23. ledna 1953     |                                    | Austria Vídeň           |
| Josef Degeorgi       | 19. ledna 1960     |                                    | Admira / Wacker         |
| Bruno Pezzey         | 3. února 1955      | 31. prosince 1994 (ve věku 39 let) | Eintracht Frankfurt     |
| Ernst Baumeister     | 22. ledna 1957     |                                    | Austria Vídeň           |
| Gerald Messlender    | 1. října 1961      | 20. června 2019 (ve věku 57 let)   | Admira / Wacker         |
| Johann Pregesbauer   | 8. června 1958     |                                    | Rapid Vídeň             |
| Heribert Weber       | 28. června 1955    |                                    | Rapid Vídeň             |
| Záložníci            |                    |                                    |                         |
| Roland Hattenberger  | 7. prosince 1948   |                                    | SSW Innsbruck           |
| Herbert Prohaska     | 8. srpna 1955      |                                    | Inter Milán             |
| Reinhold Hintermaier | 14. února 1956     |                                    | 1. FC Norimberk         |
| Anton Pichler        | 4. října 1955      |                                    | Sturm Graz              |
| Johann Dihanich      | 24. října 1958     |                                    | Austria Vídeň           |
| Kurt Jara            | 14. října 1950     |                                    | Grasshopper Club Zürich |
| Útočníci             |                    |                                    |                         |
| Walter Schachner     | 1. února 1957      |                                    | Cesena                  |
| Hans Krankl          | 14. února 1953     |                                    | Rapid Vídeň             |
| Max Hagmayr          | 16. listopadu 1956 |                                    | Voest Linz              |
| Gernot Jurtin        | 9. září 1955       | 5. prosince 2006 (ve věku 51 let)  | Sturm Graz              |
| Kurt Welzl           | 6. listopadu 1954  |                                    | Valencia CF             |

### Chile
Hlavní trenér: Luis Santibáñez

| Jméno                | Datum narození     | Datum úmrtí                      | Klub                      |
| Brankáři             | Brankáři           | Brankáři                         | Brankáři                  |
| -------------------- | ------------------ | -------------------------------- | ------------------------- |
| Oscar Wirth          | 5. listopadu 1955  |                                  | CD Cobreloa               |
| Marco Cornez         | 15. října 1957     | 21. května 2022 (ve věku 64 let) | Palestino                 |
| Mario Osbén          | 14. července 1950  | 7. února 2021 (ve věku 70 let)   | Colo-Colo                 |
| Obránci              |                    |                                  |                           |
| Lizardo Garrido      | 25. srpna 1957     |                                  | Colo-Colo                 |
| René Valenzuela      | 20. dubna 1955     |                                  | Universidad Católica      |
| Vladimir Bigorra     | 9. srpna 1954      |                                  | Club Universidad de Chile |
| Elías Figueroa –     | 25. října 1946     |                                  | Colo-Colo                 |
| Oscar Rojas          | 15. listopadu 1958 |                                  | Colo-Colo                 |
| Mario Galindo        | 10. srpna 1951     |                                  | Colo-Colo                 |
| Enzo Escobar         | 10. listopadu 1951 |                                  | CD Cobreloa               |
| Záložníci            |                    |                                  |                           |
| Rodolfo Dubo         | 11. září 1953      |                                  | Palestino                 |
| Eduardo Bonvallet    | 13. ledna 1955     | 18. září 2015 (ve věku 60 let)   | Universidad Católica      |
| Carlos Rivas         | 24. května 1953    |                                  | Colo-Colo                 |
| Mario Soto           | 10. července 1950  |                                  | CD Cobreloa               |
| Gustavo Moscoso      | 10. srpna 1955     |                                  | Universidad Católica      |
| Raúl Ormeño          | 21. června 1958    |                                  | Colo-Colo                 |
| Manuel Rojas         | 13. června 1954    |                                  | Universidad Católica      |
| Miguel Ángel Neira   | 9. října 1952      |                                  | Universidad Católica      |
| Útočníci             |                    |                                  |                           |
| Juan Carlos Letelier | 20. května 1959    |                                  | CD Cobreloa               |
| Carlos Caszely       | 5. července 1950   |                                  | Colo-Colo                 |
| Patricio Yáñez       | 20. ledna 1961     |                                  | San Luis de Quillota      |
| Miguel Ángel Gamboa  | 21. června 1951    |                                  | Club Universidad de Chile |

### SRN
Hlavní trenér: Jupp Derwall

| Jméno                   | Datum narození     | Datum úmrtí | Klub                     |
| Brankáři                | Brankáři           | Brankáři    | Brankáři                 |
| ----------------------- | ------------------ | ----------- | ------------------------ |
| Harald Schumacher       | 6. března 1954     |             | 1. FC Köln               |
| Bernd Franke            | 12. února 1948     |             | Eintracht Braunschweig   |
| Eike Immel              | 27. listopadu 1960 |             | Borussia Dortmund        |
| Obránci                 |                    |             |                          |
| Karlheinz Förster       | 25. července 1958  |             | VfB Stuttgart            |
| Bernd Förster           | 3. května 1956     |             | VfB Stuttgart            |
| Wilfried Hannes         | 17. května 1957    |             | Borussia Mönchengladbach |
| Holger Hieronymus       | 22. února 1959     |             | Hamburger SV             |
| Manfred Kaltz           | 6. ledna 1953      |             | Hamburger SV             |
| Záložníci               |                    |             |                          |
| Hans-Peter Briegel      | 11. října 1955     |             | 1. FC Kaiserslautern     |
| Paul Breitner           | 5. září 1951       |             | FC Bayern Mnichov        |
| Wolfgang Dremmler       | 12. července 1954  |             | FC Bayern Mnichov        |
| Pierre Littbarski       | 16. dubna 1960     |             | 1. FC Köln               |
| Hansi Müller            | 27. července 1957  |             | VfB Stuttgart            |
| Felix Magath            | 26. července 1953  |             | Hamburger SV             |
| Uli Stielike            | 15. listopadu 1954 |             | Real Madrid              |
| Stephan Engels          | 6. září 1960       |             | 1. FC Köln               |
| Lothar Matthäus         | 21. března 1961    |             | Borussia Mönchengladbach |
| Útočníci                |                    |             |                          |
| Klaus Fischer           | 27. prosince 1949  |             | 1. FC Köln               |
| Horst Hrubesch          | 17. dubna 1951     |             | Hamburger SV             |
| Karl-Heinz Rummenigge – | 25. září 1955      |             | FC Bayern Mnichov        |
| Uwe Reinders            | 19. ledna 1955     |             | Werder Brémy             |
| Thomas Allofs           | 17. listopadu 1959 |             | Fortuna Düsseldorf       |

## Skupina 3

### Argentina
Hlavní trenér: César Luis Menotti

| Jméno                | Datum narození     | Datum úmrtí                         | Klub                    |
| Brankáři             | Brankáři           | Brankáři                            | Brankáři                |
| -------------------- | ------------------ | ----------------------------------- | ----------------------- |
| Héctor Baley         | 16. listopadu 1950 |                                     | Club Atlético Talleres  |
| Ubaldo Fillol        | 21. července 1950  |                                     | CA River Plate          |
| Nery Pumpido         | 30. července 1957  |                                     | CA Vélez Sarsfield      |
| Obránci              |                    |                                     |                         |
| Luis Galván          | 24. února 1948     |                                     | Club Atlético Talleres  |
| Julio Olarticoechea  | 18. října 1958     |                                     | CA River Plate          |
| Jorge Olguín         | 17. května 1952    |                                     | CA Independiente        |
| Daniel Passarella –  | 25. května 1953    |                                     | CA River Plate          |
| Alberto Tarantini    | 3. prosince 1955   |                                     | CA River Plate          |
| Enzo Trossero        | 23. května 1953    |                                     | CA Independiente        |
| José Van Tuyne       | 13. prosince 1954  |                                     | Racing Club             |
| Záložníci            |                    |                                     |                         |
| Osvaldo Ardiles      | 3. srpna 1952      |                                     | Tottenham Hotspur FC    |
| Juan Barbas          | 23. srpna 1959     |                                     | Racing Club             |
| Daniel Bertoni       | 14. března 1955    |                                     | ACF Fiorentina          |
| Gabriel Calderón     | 7. února 1960      |                                     | CA Independiente        |
| Américo Gallego      | 24. května 1955    |                                     | CA River Plate          |
| Diego Maradona       | 30. října 1960     | 25. listopadu 2020 (ve věku 60 let) | CA Boca Juniors         |
| Patricio Hernández   | 16. srpna 1956     |                                     | Estudiantes de La Plata |
| José Daniel Valencia | 3. října 1955      |                                     | Club Atlético Talleres  |
| Útočníci             |                    |                                     |                         |
| Ramón Díaz           | 29. srpna 1959     |                                     | CA River Plate          |
| Mario Kempes         | 15. července 1954  |                                     | CA River Plate          |
| Santiago Santamaría  | 22. srpna 1952     | 27. července 2013 (ve věku 60 let)  | CA Newell's Old Boys    |
| Jorge Valdano        | 4. října 1955      |                                     | Real Zaragoza           |

### Belgie
Hlavní trenér: Guy Thys

| Jméno                   | Datum narození     | Datum úmrtí                     | Klub               |
| Brankáři                | Brankáři           | Brankáři                        | Brankáři           |
| ----------------------- | ------------------ | ------------------------------- | ------------------ |
| Jean-Marie Pfaff        | 4. prosince 1953   |                                 | KSK Beveren        |
| Theo Custers            | 10. srpna 1950     |                                 | RCD Espanyol       |
| Jacky Munaron           | 8. září 1956       |                                 | RSC Anderlecht     |
| Obránci                 |                    |                                 |                    |
| Eric Gerets –           | 18. května 1954    |                                 | Standard Lutych    |
| Luc Millecamps          | 10. září 1951      |                                 | KSV Waregem        |
| Walter Meeuws           | 11. července 1951  |                                 | Standard Lutych    |
| Michel Renquin          | 3. listopadu 1955  |                                 | RSC Anderlecht     |
| Marc Baecke             | 24. července 1956  |                                 | KSK Beveren        |
| Maurits De Schrijver    | 26. června 1951    |                                 | KSC Lokeren        |
| Gerard Plessers         | 30. března 1959    |                                 | Standard Lutych    |
| Záložníci               |                    |                                 |                    |
| Franky Vercauteren      | 28. října 1956     |                                 | RSC Anderlecht     |
| Jozef Dearden           | 26. listopadu 1954 |                                 | Standard Lutych    |
| Wilfried Van Moer       | 1. března 1945     |                                 | KSK Beveren        |
| Ludo Coeck              | 25. září 1955      | 9. října 1985 (ve věku 30 let)  | RSC Anderlecht     |
| Jan Ceulemans           | 28. února 1957     |                                 | Club Brugge KV     |
| René Verheyen           | 20. března 1952    |                                 | KSC Lokeren        |
| Raymond Mommens         | 27. prosince 1958  |                                 | KSC Lokeren        |
| Guy Vandersmissen       | 25. prosince 1957  |                                 | Standard Lutych    |
| Útočníci                |                    |                                 |                    |
| Erwin Vandenbergh       | 26. ledna 1959     |                                 | Lierse SK          |
| François Van der Elst   | 1. prosince 1954   | 11. ledna 2017 (ve věku 62 let) | West Ham United FC |
| Marc Millecamps         | 9. října 1950      |                                 | KSV Waregem        |
| Alexandre Czerniatynski | 28. července 1960  |                                 | Royal Antwerp FC   |

- Jozef Dearden náhrada za René Vandereycken (zranění).

### Salvador
Hlavní trenér: Mauricio Rodríguez

| Jméno                | Datum narození    | Datum úmrtí                      | Klub                         |
| Brankáři             | Brankáři          | Brankáři                         | Brankáři                     |
| -------------------- | ----------------- | -------------------------------- | ---------------------------- |
| Luis Guevara Mora    | 2. září 1961      |                                  | Platense Municipal           |
| Eduardo Hernández    | 31. ledna 1958    |                                  | CD Santiagueño               |
| José Luis Munguía    | 28. října 1959    | 24. března 1985 (ve věku 25 let) | CD FAS                       |
| Obránci              |                   |                                  |                              |
| Mario Castillo       | 30. října 1951    |                                  | CD Santiagueño               |
| José Francisco Jovel | 26. května 1951   |                                  | CD Águila                    |
| Carlos Recinos       | 30. června 1950   |                                  | CD FAS                       |
| Ramón Fagoaga        | 12. ledna 1952    |                                  | CD Atlético Marte            |
| Francisco Osorto     | 20. března 1957   | 26. února 2023 (ve věku 65 let)  | CD Santiagueño               |
| Jaime Rodríguez      | 17. ledna 1959    |                                  | Bayer Uerdingen              |
| Miguel Ángel Díaz    | 27. ledna 1957    |                                  | CD Atlético Marte            |
| Záložníci            |                   |                                  |                              |
| Joaquín Ventura      | 27. října 1956    |                                  | CD Santiagueño               |
| Silvio Aquino        | 30. června 1949   |                                  | Alianza FC                   |
| José Luis Rugamas    | 5. června 1953    |                                  | CD Atlético Marte            |
| Norberto Huezo –     | 6. června 1956    |                                  | CD Atlético Marte            |
| Mauricio Alfaro      | 13. února 1956    |                                  | Platense Municipal           |
| Útočníci             |                   |                                  |                              |
| Ever Hernández       | 11. prosince 1958 |                                  | CD Santiagueño               |
| Jorge González       | 13. března 1957   |                                  | CD FAS                       |
| José María Rivas     | 12. května 1958   | 9. ledna 2016 (ve věku 57 let)   | Independiente de San Vicente |
| Luis Ramírez Zapata  | 6. ledna 1954     |                                  | CD Atlético Marte            |
| Guillermo Ragazzone  | 5. ledna 1956     |                                  | CD Atlético Marte            |

### Maďarsko
Hlavní trenér: Kálmán Mészöly

| Jméno            | Datum narození    | Datum úmrtí                       | Klub                 |
| Brankáři         | Brankáři          | Brankáři                          | Brankáři             |
| ---------------- | ----------------- | --------------------------------- | -------------------- |
| Ferenc Mészáros  | 11. dubna 1950    | 9. ledna 2023 (ve věku 72 let)    | Sporting CP          |
| Béla Katzirz     | 27. července 1953 |                                   | Pécsi MFC            |
| Imre Kiss        | 10. srpna 1957    |                                   | Tatabányai Bányász   |
| Obránci          |                   |                                   |                      |
| Győző Martos     | 15. prosince 1949 |                                   | Waterschei SV Thor   |
| László Bálint    | 1. února 1948     |                                   | Toulouse FC          |
| Imre Garaba      | 29. července 1958 |                                   | Budapest Honvéd FC   |
| Tibor Rab        | 2. října 1955     |                                   | Ferencvárosi TC      |
| Sándor Sallai    | 26. března 1960   |                                   | Debreceni VSC        |
| Attila Kerekes   | 4. dubna 1954     |                                   | Békéscsabai Előre FC |
| József Varga     | 9. října 1954     |                                   | Budapest Honvéd FC   |
| József Csuhay    | 12. července 1957 |                                   | Videoton FC Fehérvár |
| Záložníci        |                   |                                   |                      |
| József Tóth      | 2. prosince 1951  | 11. srpna 2022 (ve věku 70 let)   | Újpesti Dózsa        |
| Sándor Müller    | 21. září 1948     | 3. dubna 2024 (ve věku 75 let)    | Hércules Alicante    |
| Lazar Szentes    | 12. prosince 1955 |                                   | Rába ETO Győr        |
| Ferenc Csongrádi | 29. března 1956   |                                   | Videoton FC Fehérvár |
| Károly Csapó     | 23. února 1952    |                                   | Tatabányai Bányász   |
| Útočníci         |                   |                                   |                      |
| László Fazekas   | 15. října 1947    |                                   | Royal Antwerp FC     |
| Tibor Nyilasi –  | 18. ledna 1955    |                                   | Ferencvárosi TC      |
| András Törőcsik  | 1. května 1955    | 9. července 2022 (ve věku 67 let) | Újpesti Dózsa        |
| László Kiss      | 12. března 1956   |                                   | Vasas SC             |
| Gábor Pölöskei   | 11. října 1961    |                                   | Ferencvárosi TC      |
| Béla Bodonyi     | 14. září 1956     |                                   | Budapest Honvéd FC   |

## Skupina 4

### Československo
Hlavní trenér: Jozef Vengloš

| Jméno               | Datum narození     | Datum úmrtí                      | Klub                 |
| Brankáři            | Brankáři           | Brankáři                         | Brankáři             |
| ------------------- | ------------------ | -------------------------------- | -------------------- |
| Stanislav Seman     | 8. srpna 1952      |                                  | FC Lokomotíva Košice |
| Zdeněk Hruška       | 25. července 1954  |                                  | Bohemians Praha 1905 |
| Karel Stromšík      | 12. dubna 1958     |                                  | Dukla Praha          |
| Obránci             |                    |                                  |                      |
| František Jakubec   | 12. dubna 1956     | 27. května 2016 (ve věku 60 let) | Bohemians Praha 1905 |
| Jan Fiala           | 19. května 1956    |                                  | Dukla Praha          |
| Ladislav Jurkemik   | 20. července 1953  |                                  | Inter Bratislava     |
| Jozef Barmoš        | 28. srpna 1954     |                                  | Inter Bratislava     |
| Rostislav Vojáček   | 23. února 1949     |                                  | Baník Ostrava        |
| Libor Radimec       | 22. května 1950    |                                  | Baník Ostrava        |
| Jozef Kukučka       | 13. března 1957    |                                  | Plastika Nitra       |
| Záložníci           |                    |                                  |                      |
| Ján Kozák           | 17. dubna 1954     |                                  | Dukla Praha          |
| Antonín Panenka     | 2. prosince 1948   |                                  | Rapid Vídeň          |
| Přemysl Bičovský    | 18. srpna 1950     |                                  | Bohemians Praha 1905 |
| Jan Berger          | 27. listopadu 1955 |                                  | AC Sparta Praha      |
| Pavel Chaloupka     | 4. května 1959     | 23. května 2025 (ve věku 66 let) | Bohemians Praha 1905 |
| František Štambachr | 13. února 1953     |                                  | Dukla Praha          |
| Útočníci            |                    |                                  |                      |
| Ladislav Vízek      | 22. ledna 1955     |                                  | Dukla Praha          |
| Tomáš Kříž          | 17. března 1959    |                                  | Dukla Praha          |
| Zdeněk Nehoda –     | 9. května 1952     |                                  | Dukla Praha          |
| Petr Janečka        | 25. listopadu 1957 |                                  | Zbrojovka Brno       |
| Marián Masný        | 13. srpna 1950     |                                  | Slovan Bratislava    |
| Vlastimil Petržela  | 20. července 1953  |                                  | SK Slavia Praha      |

### Anglie
Hlavní trenér: Ron Greenwood

| Jméno           | Datum narození     | Datum úmrtí                         | Klub                      |
| Brankáři        | Brankáři           | Brankáři                            | Brankáři                  |
| --------------- | ------------------ | ----------------------------------- | ------------------------- |
| Ray Clemence    | 5. srpna 1948      | 15. listopadu 2020 (ve věku 72 let) | Tottenham Hotspur FC      |
| Joe Corrigan    | 18. listopadu 1948 |                                     | Manchester City FC        |
| Peter Shilton   | 18. září 1949      |                                     | Nottingham Forest FC      |
| Obránci         |                    |                                     |                           |
| Viv Anderson    | 29. srpna 1956     |                                     | Nottingham Forest FC      |
| Terry Butcher   | 28. prosince 1958  |                                     | Ipswich Town FC           |
| Steve Foster    | 24. září 1957      |                                     | Brighton & Hove Albion FC |
| Mick Mills –    | 4. ledna 1949      |                                     | Ipswich Town FC           |
| Phil Neal       | 20. února 1951     |                                     | Liverpool FC              |
| Kenny Sansom    | 26. září 1958      |                                     | Arsenal FC                |
| Phil Thompson   | 21. ledna 1954     |                                     | Liverpool FC              |
| Záložníci       |                    |                                     |                           |
| Trevor Brooking | 2. října 1948      |                                     | West Ham United FC        |
| Steve Coppell   | 9. července 1955   |                                     | Manchester United FC      |
| Glenn Hoddle    | 27. října 1957     |                                     | Tottenham Hotspur FC      |
| Terry McDermott | 8. prosince 1951   |                                     | Liverpool FC              |
| Graham Rix      | 23. října 1957     |                                     | Arsenal FC                |
| Bryan Robson    | 11. ledna 1957     |                                     | Manchester United FC      |
| Ray Wilkins     | 14. září 1956      | 4. dubna 2018 (ve věku 61 let)      | Manchester United FC      |
| Útočníci        |                    |                                     |                           |
| Kevin Keegan    | 14. února 1951     |                                     | Southampton FC            |
| Trevor Francis  | 19. dubna 1954     | 24. července 2023 (ve věku 69 let)  | Manchester City FC        |
| Paul Mariner    | 22. května 1953    | 9. července 2021 (ve věku 68 let)   | Ipswich Town FC           |
| Peter Withe     | 30. srpna 1951     |                                     | Aston Villa FC            |
| Tony Woodcock   | 6. prosince 1955   |                                     | 1. FC Köln                |

### Francie
Hlavní trenér: Michel Hidalgo

| Jméno                | Datum narození    | Datum úmrtí                      | Klub                     |
| Brankáři             | Brankáři          | Brankáři                         | Brankáři                 |
| -------------------- | ----------------- | -------------------------------- | ------------------------ |
| Dominique Baratelli  | 26. prosince 1947 |                                  | Paris Saint-Germain FC   |
| Jean Castaneda       | 20. března 1957   |                                  | AS Saint-Étienne         |
| Jean-Luc Ettori      | 29. července 1955 |                                  | AS Monaco                |
| Obránci              |                   |                                  |                          |
| Manuel Amoros        | 1. února 1962     |                                  | AS Monaco                |
| Patrick Battiston    | 12. března 1957   |                                  | AS Saint-Étienne         |
| Maxime Bossis        | 26. června 1955   |                                  | FC Nantes                |
| Gérard Janvion       | 21. srpna 1953    |                                  | AS Saint-Étienne         |
| Christian Lopez      | 15. března 1953   |                                  | AS Saint-Étienne         |
| Philippe Mahut       | 4. března 1956    | 8. února 2014 (ve věku 57 let)   | FC Metz                  |
| Marius Trésor        | 15. ledna 1950    |                                  | FC Girondins de Bordeaux |
| Záložníci            |                   |                                  |                          |
| Bernard Genghini     | 18. ledna 1958    |                                  | FC Sochaux-Montbéliard   |
| Michel Platini –     | 21. června 1955   |                                  | AS Saint-Étienne         |
| René Girard          | 4. dubna 1954     |                                  | FC Girondins de Bordeaux |
| Alain Giresse        | 2. srpna 1952     |                                  | FC Girondins de Bordeaux |
| Jean-François Larios | 27. srpna 1956    |                                  | AS Saint-Étienne         |
| Jean Tigana          | 23. června 1955   |                                  | FC Girondins de Bordeaux |
| Útočníci             |                   |                                  |                          |
| Bruno Bellone        | 14. března 1962   |                                  | AS Monaco                |
| Dominique Rocheteau  | 14. ledna 1955    |                                  | Paris Saint-Germain FC   |
| Didier Six           | 21. srpna 1954    |                                  | VfB Stuttgart            |
| Alain Couriol        | 24. října 1958    |                                  | AS Monaco                |
| Bernard Lacombe      | 15. srpna 1952    | 17. června 2025 (ve věku 72 let) | FC Girondins de Bordeaux |
| Gérard Soler         | 29. března 1954   |                                  | FC Girondins de Bordeaux |

### Kuvajt
Hlavní trenér:  Carlos Alberto Parreira

| Jméno                 | Datum narození     | Datum úmrtí                      | Klub          |
| Brankáři              | Brankáři           | Brankáři                         | Brankáři      |
| --------------------- | ------------------ | -------------------------------- | ------------- |
| Ahmed Al-Tarabulsi    | 22. března 1947    |                                  | Kuwait SC     |
| Adam Marjam           | 23. září 1957      |                                  | Kazma SC      |
| Jasem Bahman          | 15. února 1958     |                                  | Al-Qadsia SC  |
| Obránci               |                    |                                  |               |
| Naeem Saad            | 1. října 1957      |                                  | Al Tadamun SC |
| Mahboub Juma'a        | 17. září 1955      |                                  | Al-Salmiya SC |
| Jamal Al-Qabendi      | 7. dubna 1959      | 13. dubna 2021 (ve věku 62 let)  | Kazma SC      |
| Waleed Al-Jasem       | 18. listopadu 1959 | 26. května 2025 (ve věku 65 let) | Kuwait SC     |
| Mubarak Marzouq       | 1. ledna 1961      |                                  | Al Tadamun SC |
| Abdullah Mayouf       | 3. prosince 1953   |                                  | Kazma SC      |
| Sami Al-Hashash       | 15. září 1959      |                                  | Al-Arabi SC   |
| Hamoud Al-Shemmari    | 26. září 1960      |                                  | Kazma SC      |
| Záložníci             |                    |                                  |               |
| Saad Al-Houti –       | 24. května 1954    |                                  | Kuwait SC     |
| Abdullah Al-Buloushi  | 16. února 1960     |                                  | Al-Arabi SC   |
| Nassir Al-Ghanim      | 4. dubna 1961      |                                  | Kazma SC      |
| Yussef Al-Suwayed     | 20. září 1958      |                                  | Kazma SC      |
| Mohammed Karam        | 1. ledna 1955      |                                  | Al-Arabi SC   |
| Útočníci              |                    |                                  |               |
| Fathi Kameel          | 23. května 1955    |                                  | Al Tadamun SC |
| Jasem Sultan          | 25. října 1953     |                                  | Al-Qadsia SC  |
| Abdulaziz Al-Anberi   | 3. ledna 1954      |                                  | Kuwait SC     |
| Fajsal Dáchil         | 13. srpna 1957     |                                  | Al-Qadsia SC  |
| Muayad Al-Haddad      | 1. ledna 1960      |                                  | Khaitan SC    |
| Abdulaziz Al-Buloushi | 4. prosince 1962   |                                  | Al-Qadsia SC  |

## Skupina 5

### Honduras
Hlavní trenér: José de la Paz Herrera

| Jméno                   | Datum narození    | Datum úmrtí                        | Klub            |
| Brankáři                | Brankáři          | Brankáři                           | Brankáři        |
| ----------------------- | ----------------- | ---------------------------------- | --------------- |
| Salomón Nazar           | 7. září 1953      |                                    | Universidad     |
| Julio César Arzu        | 5. června 1954    |                                    | Real CD España  |
| Jimmy Steward           | 9. prosince 1946  |                                    | Real CD España  |
| Obránci                 |                   |                                    |                 |
| Efraín Gutiérrez        | 7. května 1954    |                                    | Universidad     |
| Jaime Villegas          | 5. července 1950  |                                    | Real CD España  |
| Fernando Bulnes         | 1. října 1946     |                                    | CD Olimpia      |
| Anthony Costly          | 13. prosince 1954 |                                    | Real CD España  |
| Domingo Drummond        | 14. dubna 1957    | 23. ledna 2002 (ve věku 44 let)    | Platense FC     |
| José Cruz               | 12. června 1949   |                                    | CD Motagua      |
| Záložníci               |                   |                                    |                 |
| Ramón Maradiaga –       | 30. října 1954    |                                    | CD Motagua      |
| Francisco Javier Toledo | 30. září 1959     | 3. srpna 2006 (ve věku 46 let)     | CD Marathón     |
| Prudencio Norales       | 20. dubna 1956    |                                    | CD Olimpia      |
| David Bueso             | 5. května 1955    |                                    | CD Motagua      |
| Juan Cruz               | 27. února 1959    |                                    | Universidad     |
| Héctor Zelaya           | 12. července 1957 |                                    | CD Motagua      |
| Carlos Caballero        | 5. prosince 1958  |                                    | Real CD España  |
| Gilberto Yearwood       | 15. března 1956   |                                    | Real Valladolid |
| Útočníci                |                   |                                    |                 |
| Antonio Laing           | 27. prosince 1958 |                                    | Platense FC     |
| Porfirio Betancourt     | 10. října 1957    | 28. července 2021 (ve věku 63 let) | Real CD España  |
| José Roberto Figueroa   | 15. prosince 1959 | 24. května 2020 (ve věku 60 let)   | CDS Vida        |
| Roberto Bailey          | 10. srpna 1952    | 11. června 2019 (ve věku 66 let)   | CD Marathón     |
| Celso Güity             | 7. srpna 1955     | 12. února 2021 (ve věku 65 let)    | CD Marathón     |

### Severní Irsko
Hlavní trenér: Billy Bingham

| Jméno            | Datum narození     | Datum úmrtí                         | Klub                 |
| Brankáři         | Brankáři           | Brankáři                            | Brankáři             |
| ---------------- | ------------------ | ----------------------------------- | -------------------- |
| Pat Jennings     | 12. června 1945    |                                     | Arsenal FC           |
| Jim Platt        | 26. ledna 1952     |                                     | Middlesbrough FC     |
| George Dunlop    | 16. ledna 1956     |                                     | Linfield FC          |
| Obránci          |                    |                                     |                      |
| Jimmy Nicholl    | 28. února 1956     |                                     | Toronto Blizzard     |
| Mal Donaghy      | 13. září 1957      |                                     | Luton Town FC        |
| Chris Nicholl    | 12. října 1946     | 24. února 2024 (ve věku 77 let)     | Southampton FC       |
| John O'Neill     | 11. března 1958    |                                     | Leicester City FC    |
| John McClelland  | 7. prosince 1955   |                                     | Rangers FC           |
| Sammy Nelson     | 1. dubna 1949      |                                     | Brighton FC          |
| Záložníci        |                    |                                     |                      |
| David McCreery   | 16. září 1957      |                                     | Tulsa Roughnecks     |
| Noel Brotherston | 18. listopadu 1956 | 6. května 1995 (ve věku 38 let)     | Blackburn Rovers FC  |
| Martin O'Neill – | 1. března 1952     |                                     | Norwich City FC      |
| Sammy McIlroy    | 2. srpna 1954      |                                     | Stoke City FC        |
| Tommy Cassidy    | 18. listopadu 1950 | 1. srpna 2024 (ve věku 73 let)      | Burnley FC           |
| Tommy Finney     | 6. listopadu 1952  |                                     | Cambridge United FC  |
| Norman Whiteside | 7. května 1965     |                                     | Manchester United FC |
| Johnny Jameson   | 11. března 1958    |                                     | Glentoran FC         |
| Jim Cleary       | 27. května 1956    |                                     | Glentoran FC         |
| Útočníci         |                    |                                     |                      |
| Gerry Armstrong  | 23. května 1954    |                                     | Watford FC           |
| Billy Hamilton   | 9. května 1957     |                                     | Burnley FC           |
| Felix Healy      | 27. září 1955      |                                     | Coleraine FC         |
| Bobby Campbell   | 13. září 1956      | 15. listopadu 2016 (ve věku 60 let) | Bradford City AFC    |

### Španělsko
Hlavní trenér:  José Santamaría

| Jméno                   | Datum narození     | Datum úmrtí                      | Klub              |
| Brankáři                | Brankáři           | Brankáři                         | Brankáři          |
| ----------------------- | ------------------ | -------------------------------- | ----------------- |
| Luis Arconada –         | 26. června 1954    |                                  | Real Sociedad     |
| Javier Urruticoechea    | 17. února 1952     | 24. května 2001 (ve věku 49 let) | FC Barcelona      |
| Miguel Ángel            | 24. prosince 1947  | 6. února 2024 (ve věku 76 let)   | Real Madrid       |
| Obránci                 |                    |                                  |                   |
| José Antonio Camacho    | 8. června 1955     |                                  | Real Madrid       |
| Rafael Gordillo         | 24. února 1957     |                                  | Betis Sevilla     |
| Miguel Tendillo         | 1. února 1961      |                                  | Valencia CF       |
| José Ramón Alexanko     | 19. května 1956    |                                  | FC Barcelona      |
| Santiago Urquiaga       | 14. dubna 1958     |                                  | Athletic Bilbao   |
| Manuel Jiménez          | 27. října 1956     |                                  | Sporting de Gijón |
| Antonio Maceda          | 16. května 1957    |                                  | Sporting de Gijón |
| Záložníci               |                    |                                  |                   |
| Miguel Ángel Alonso     | 1. února 1953      |                                  | Real Sociedad     |
| Joaquín                 | 9. června 1956     |                                  | Sporting de Gijón |
| Jesús María Zamora      | 1. ledna 1955      |                                  | Real Sociedad     |
| Enrique Saura           | 2. srpna 1954      |                                  | Valencia CF       |
| José Vicente Sánchez    | 8. října 1956      |                                  | FC Barcelona      |
| Ricardo Gallego         | 8. února 1959      |                                  | Real Madrid       |
| Útočníci                |                    |                                  |                   |
| Juanito                 | 10. listopadu 1954 | 2. dubna 1992 (ve věku 37 let)   | Real Madrid       |
| Jesús María Satrústegui | 12. ledna 1954     |                                  | Real Sociedad     |
| Roberto López Ufarte    | 19. dubna 1958     |                                  | Real Sociedad     |
| Pedro Uralde            | 2. března 1958     |                                  | Real Sociedad     |
| Santillana              | 23. srpna 1952     |                                  | Real Madrid       |
| Quini                   | 23. září 1949      | 27. února 2018 (ve věku 68 let)  | FC Barcelona      |

### Jugoslávie
Hlavní trenér: Miljan Miljanić

| Jméno             | Datum narození     | Datum úmrtí                     | Klub                     |
| Brankáři          | Brankáři           | Brankáři                        | Brankáři                 |
| ----------------- | ------------------ | ------------------------------- | ------------------------ |
| Dragan Pantelić   | 9. prosince 1951   | 20. října 2021 (ve věku 69 let) | FC Girondins de Bordeaux |
| Ivan Pudar        | 16. srpna 1961     |                                 | Hajduk Split             |
| Ratko Svilar      | 6. května 1950     |                                 | Antverpy                 |
| Obránci           |                    |                                 |                          |
| Ive Jerolimov     | 30. března 1958    |                                 | NK Rijeka                |
| Velimir Zajec     | 12. února 1956     |                                 | Dinamo Záhřeb            |
| Nenad Stojković   | 26. května 1956    |                                 | Partizan Bělehrad        |
| Zlatko Krmpotić   | 7. srpna 1958      |                                 | Red Star Belgrade        |
| Zoran Vujović     | 26. srpna 1958     |                                 | Hajduk Split             |
| Nikola Jovanović  | 18. září 1952      |                                 | Buducnost Titograd       |
| Miloš Hrstić      | 20. listopadu 1955 |                                 | NK Rijeka                |
| Záložníci         |                    |                                 |                          |
| Ivan Gudelj       | 21. září 1960      |                                 | Hajduk Split             |
| Edhem Šljivo      | 16. března 1950    |                                 | OGC Nice                 |
| Zvonko Živković   | 31. října 1959     |                                 | Partizan Bělehrad        |
| Safet Sušić       | 13. dubna 1955     |                                 | FK Sarajevo              |
| Jurica Jerković   | 25. února 1950     | 3. června 2019 (ve věku 69 let) | FC Curych                |
| Útočníci          |                    |                                 |                          |
| Vladimir Petrović | 1. července 1955   |                                 | Red Star Belgrade        |
| Zlatko Vujović    | 26. srpna 1958     |                                 | Hajduk Split             |
| Miloš Šestić      | 8. srpna 1956      |                                 | Red Star Belgrade        |
| Stjepan Deverić   | 20. srpna 1961     |                                 | Dinamo Záhřeb            |
| Vahid Halilhodžić | 15. října 1952     |                                 | FC Nantes                |
| Ivica Šurjak –    | 23. března 1953    |                                 | Paris Saint-Germain FC   |
| Predrag Pašić     | 18. října 1958     |                                 | FK Sarajevo              |

## Skupina 6

### Brazílie
Hlavní trenér: Telê Santana

| Jméno            | Datum narození    | Datum úmrtí                        | Klub             |
| Brankáři         | Brankáři          | Brankáři                           | Brankáři         |
| ---------------- | ----------------- | ---------------------------------- | ---------------- |
| Waldir Peres     | 2. února 1951     | 23. července 2017 (ve věku 66 let) | São Paulo FC     |
| Paulo Sérgio     | 24. července 1954 |                                    | Botafogo         |
| Carlos           | 4. března 1956    |                                    | Ponte Preta      |
| Obránci          |                   |                                    |                  |
| Leandro          | 17. března 1959   |                                    | Flamengo         |
| Oscar            | 20. června 1954   |                                    | São Paulo FC     |
| Luizinho         | 22. října 1958    |                                    | Atlético Mineiro |
| Júnior           | 29. června 1954   |                                    | Flamengo         |
| Edevaldo         | 28. ledna 1958    |                                    | Internacional    |
| Juninho          | 29. srpna 1958    |                                    | Ponte Preta      |
| Edinho           | 5. června 1955    |                                    | Fluminense FC    |
| Pedrinho         | 22. října 1957    |                                    | CR Vasco da Gama |
| Záložníci        |                   |                                    |                  |
| Toninho Cerezo   | 21. dubna 1955    |                                    | Atlético Mineiro |
| Sócrates –       | 19. února 1954    | 4. prosince 2011 (ve věku 57 let)  | Corinthians      |
| Zico             | 3. března 1953    |                                    | Flamengo         |
| Falcão           | 16. října 1953    |                                    | AS Řím           |
| Batista          | 8. března 1955    |                                    | Grêmio           |
| Renato           | 21. února 1957    |                                    | São Paulo FC     |
| Dirceu           | 15. června 1952   | 15. září 1995 (ve věku 43 let)     | Atlético Madrid  |
| Útočníci         |                   |                                    |                  |
| Paulo Isidoro    | 3. srpna 1953     |                                    | Grêmio           |
| Serginho         | 23. prosince 1953 |                                    | São Paulo FC     |
| Éder             | 25. května 1957   |                                    | Atlético Mineiro |
| Roberto Dinamite | 13. dubna 1954    | 8. ledna 2023 (ve věku 68 let)     | CR Vasco da Gama |

### Nový Zéland
Hlavní trenér:  John Adshead

| Jméno            | Datum narození     | Datum úmrtí                      | Klub                 |
| Brankáři         | Brankáři           | Brankáři                         | Brankáři             |
| ---------------- | ------------------ | -------------------------------- | -------------------- |
| Richard Wilson   | 8. května 1956     |                                  | Preston Macedonia    |
| Barry Pickering  | 12. prosince 1956  |                                  | Miramar Rangers      |
| Frank van Hattum | 17. listopadu 1958 |                                  | Manurewa AFC         |
| Obránci          |                    |                                  |                      |
| Glenn Dods       | 7. července 1957   |                                  | Adelaide City FC     |
| Ricki Herbert    | 10. dubna 1961     |                                  | Mount Wellington     |
| Dave Bright      | 29. listopadu 1949 |                                  | Manurewa AFC         |
| Bobby Almond     | 16. dubna 1951     |                                  | Invercargill Thistle |
| Adrian Elrick    | 29. září 1949      |                                  | Hanimex United       |
| John Hill        | 7. ledna 1950      |                                  | Gisborne City        |
| Glen Adam        | 22. května 1959    |                                  | Mount Wellington     |
| Záložníci        |                    |                                  |                      |
| Brian Turner     | 31. července 1949  |                                  | Gisborne City        |
| Duncan Cole      | 12. července 1958  | 21. května 2014 (ve věku 55 let) | Hanimex United       |
| Steve Sumner –   | 2. dubna 1955      | 8. února 2017 (ve věku 61 let)   | West Adelaide Hellas |
| Sam Malcolmson   | 2. dubna 1947      | 18. září 2024 (ve věku 77 let)   | East Coast Bays AFC  |
| Keith MacKay     | 8. prosince 1956   |                                  | Gisborne City        |
| Kenny Cresswell  | 4. června 1958     |                                  | Gisborne City        |
| Allan Boath      | 14. února 1958     |                                  | West Adelaide Hellas |
| Peter Simonsen   | 17. dubna 1959     |                                  | Manurewa AFC         |
| Billy McClure    | 4. ledna 1958      |                                  | Mount Wellington     |
| Útočníci         |                    |                                  |                      |
| Wynton Rufer     | 29. prosince 1962  |                                  | Miramar Rangers      |
| Steve Wooddin    | 16. ledna 1955     |                                  | South Melbourne FC   |
| Grant Turner     | 7. října 1958      | 28. února 2023 (ve věku 64 let)  | Gisborne City        |

### Skotsko
Hlavní trenér: Jock Stein

| Jméno            | Datum narození     | Datum úmrtí | Klub                 |
| Brankáři         | Brankáři           | Brankáři    | Brankáři             |
| ---------------- | ------------------ | ----------- | -------------------- |
| Alan Rough       | 25. listopadu 1951 |             | Partick Thistle FC   |
| George Wood      | 26. září 1952      |             | Arsenal FC           |
| Jim Leighton     | 24. července 1958  |             | Aberdeen FC          |
| Obránci          |                    |             |                      |
| Danny McGrain    | 1. května 1950     |             | Celtic FC            |
| Frank Gray       | 27. října 1954     |             | Leeds United FC      |
| Alan Hansen      | 13. června 1955    |             | Liverpool FC         |
| Willie Miller    | 2. května 1955     |             | Aberdeen FC          |
| Alex McLeish     | 21. ledna 1959     |             | Aberdeen FC          |
| David Narey      | 12. června 1956    |             | Dundee United FC     |
| Allan Evans      | 12. října 1956     |             | Aston Villa FC       |
| George Burley    | 3. června 1956     |             | Ipswich Town FC      |
| Záložníci        |                    |             |                      |
| Graeme Souness – | 6. května 1953     |             | Liverpool FC         |
| Gordon Strachan  | 9. února 1957      |             | Aberdeen FC          |
| John Wark        | 4. srpna 1957      |             | Ipswich Town FC      |
| Asa Hartford     | 24. října 1950     |             | Manchester City FC   |
| Davie Provan     | 8. května 1956     |             | Celtic FC            |
| Útočníci         |                    |             |                      |
| Kenny Dalglish   | 4. března 1951     |             | Liverpool FC         |
| Alan Brazil      | 15. června 1959    |             | Ipswich Town FC      |
| John Robertson   | 20. ledna 1953     |             | Nottingham Forest FC |
| Joe Jordan       | 15. prosince 1951  |             | AC Milán             |
| Steve Archibald  | 27. září 1956      |             | Tottenham Hotspur FC |
| Paul Sturrock    | 10. října 1956     |             | Dundee United FC     |

### Sovětský svaz
Hlavní trenér: Konstantin Beskov

| Jméno               | Datum narození    | Datum úmrtí                        | Klub              |
| Brankáři            | Brankáři          | Brankáři                           | Brankáři          |
| ------------------- | ----------------- | ---------------------------------- | ----------------- |
| Rinat Dasajev       | 13. června 1957   |                                    | FK Spartak Moskva |
| Viktor Čanov        | 21. července 1959 | 8. února 2017 (ve věku 57 let)     | FK Dynamo Kyjev   |
| Vjačeslav Čanov     | 23. října 1951    |                                    | FK Torpedo Moskva |
| Obránci             |                   |                                    |                   |
| Tengiz Sulakvelidze | 23. července 1956 |                                    | FC Dinamo Tbilisi |
| Alexandr Čivadze –  | 8. dubna 1955     |                                    | FC Dinamo Tbilisi |
| Vagiz Chidijatullin | 3. března 1959    |                                    | CSKA Moskva       |
| Sergej Baltača      | 17. února 1958    |                                    | FK Dynamo Kyjev   |
| Anatolij Demjanenko | 19. února 1959    |                                    | FK Dynamo Kyjev   |
| Sjarhej Barouski    | 29. ledna 1956    |                                    | FK Dinamo Minsk   |
| Jurij Susloparov    | 14. srpna 1958    | 28. května 2012 (ve věku 53 let)   | FK Torpedo Moskva |
| Oleg Romancev       | 4. ledna 1954     |                                    | FK Spartak Moskva |
| Záložníci           |                   |                                    |                   |
| Volodymyr Bessonov  | 5. března 1958    |                                    | FK Dynamo Kyjev   |
| Jurij Gavrilov      | 3. května 1953    |                                    | FK Spartak Moskva |
| Choren Oganesjan    | 10. ledna 1955    |                                    | FC Ararat Jerevan |
| Andrij Bal          | 16. února 1958    | 9. srpna 2014 (ve věku 56 let)     | FK Dynamo Kyjev   |
| Vitaly Daraselia    | 9. října 1957     | 13. prosince 1982 (ve věku 25 let) | FC Dinamo Tbilisi |
| Leonid Burjak       | 10. července 1953 |                                    | FK Dynamo Kyjev   |
| Vadim Jevtušenko    | 1. ledna 1958     |                                    | FK Dynamo Kyjev   |
| Útočníci            |                   |                                    |                   |
| Ramaz Šengelia      | 1. ledna 1957     | 21. června 2012 (ve věku 55 let)   | FC Dinamo Tbilisi |
| Oleg Blochin        | 5. listopadu 1952 |                                    | FK Dynamo Kyjev   |
| Sergej Andrejev     | 16. května 1956   |                                    | SKA Rostov        |
| Sergej Rodionov     | 3. září 1962      |                                    | FK Spartak Moskva |